# Жанашар
Жанашар (каз. Жаңашар) — село в Енбекшиказахском районе Алматинской области Казахстана. Административный центр Жанашарского сельского округа. Код КАТО — 194047100.

## История
Село Алексеевское (Джанашар) основано в 1882 году. В 1913 году в нём насчитывалось: 741 двор; имелись: русско-туземная школа, одна мечеть, пять молитвенных домов, 2 медресе, 10 мельниц и 30 торговых заведений. Село входило в состав Карасуйской волости Верненского участка Верненского уезда Семиреченской области.

## Население
В 1999 году население села составляло 2878 человек (1432 мужчины и 1446 женщин). По данным переписи 2009 года в селе проживал 3561 человек (1769 мужчин и 1792 женщины).